# Courcelles (Doubs)
Pour les articles homonymes, voir Courcelles.
Courcelles est une commune française située dans le département du Doubs, la région culturelle et historique de Franche-Comté et la région administrative Bourgogne-Franche-Comté.
Ses habitants sont les Courcellois et Courcelloises.

## Géographie

### Toponymie
Corcelles, de Corcellis en 1339 ; Corcelles en 1401 ; Courcelle en 1421 ; Courcelles en 1426 ; Corcelles en 1454 ; Courcelles depuis 1486.

### Climat
Pour des articles plus généraux, voir Climat de la Bourgogne-Franche-Comté et Climat du Doubs.
En 2010, le climat de la commune est de type climat de montagne, selon une étude du Centre national de la recherche scientifique s'appuyant sur une série de données couvrant la période 1971-2000. En 2020, Météo-France publie une typologie des climats de la France métropolitaine dans laquelle la commune est exposée à un climat semi-continental et est dans la région climatique  Jura, caractérisée par une forte pluviométrie en toutes saisons (1 000 à 1 500 mm/an), des hivers rigoureux et un ensoleillement médiocre. 
Pour la période 1971-2000, la température annuelle moyenne est de 10,2 °C, avec une amplitude thermique annuelle de 17 °C. Le cumul annuel moyen de précipitations est de 1 290 mm, avec 13 jours de précipitations en janvier et 9,6 jours en juillet. Pour la période 1991-2020, la température moyenne annuelle observée sur la station météorologique de Météo-France la plus proche, « Coulans », sur la commune d'Éternoz à 11 km à vol d'oiseau, est de 10,5 °C et le cumul annuel moyen de précipitations est de 1 259,2 mm. 
La température maximale relevée sur cette station est de 38,7 °C, atteinte le 24 août 2023 ; la température minimale est de −18,9 °C, atteinte le 20 décembre 2009,,. 
Les paramètres climatiques de la commune ont été estimés pour le milieu du siècle (2041-2070) selon différents scénarios d'émission de gaz à effet de serre à partir des nouvelles projections climatiques de référence DRIAS-2020. Ils sont consultables sur un site dédié publié par Météo-France en novembre 2022.

## Urbanisme

### Typologie
Au 1er janvier 2024, Courcelles est catégorisée commune rurale à habitat dispersé, selon la nouvelle grille communale de densité à 7 niveaux définie par l'Insee en 2022.
Elle est située hors unité urbaine. Par ailleurs la commune fait partie de l'aire d'attraction de Besançon, dont elle est une commune de la couronne,. Cette aire, qui regroupe 310 communes, est catégorisée dans les aires de 200 000 à moins de 700 000 habitants,.

### Occupation des sols
L'occupation des sols de la commune, telle qu'elle ressort de la base de données européenne d’occupation biophysique des sols Corine Land Cover (CLC), est marquée par l'importance des forêts et milieux semi-naturels (51 % en 2018), une proportion identique à celle de 1990 (51 %). La répartition détaillée en 2018 est la suivante : 
forêts (51 %), zones agricoles hétérogènes (31,4 %), prairies (17,6 %). L'évolution de l’occupation des sols de la commune et de ses infrastructures peut être observée sur les différentes représentations cartographiques du territoire : la carte de Cassini (XVIIIe siècle), la carte d'état-major (1820-1866) et les cartes ou photos aériennes de l'IGN pour la période actuelle (1950 à aujourd'hui).

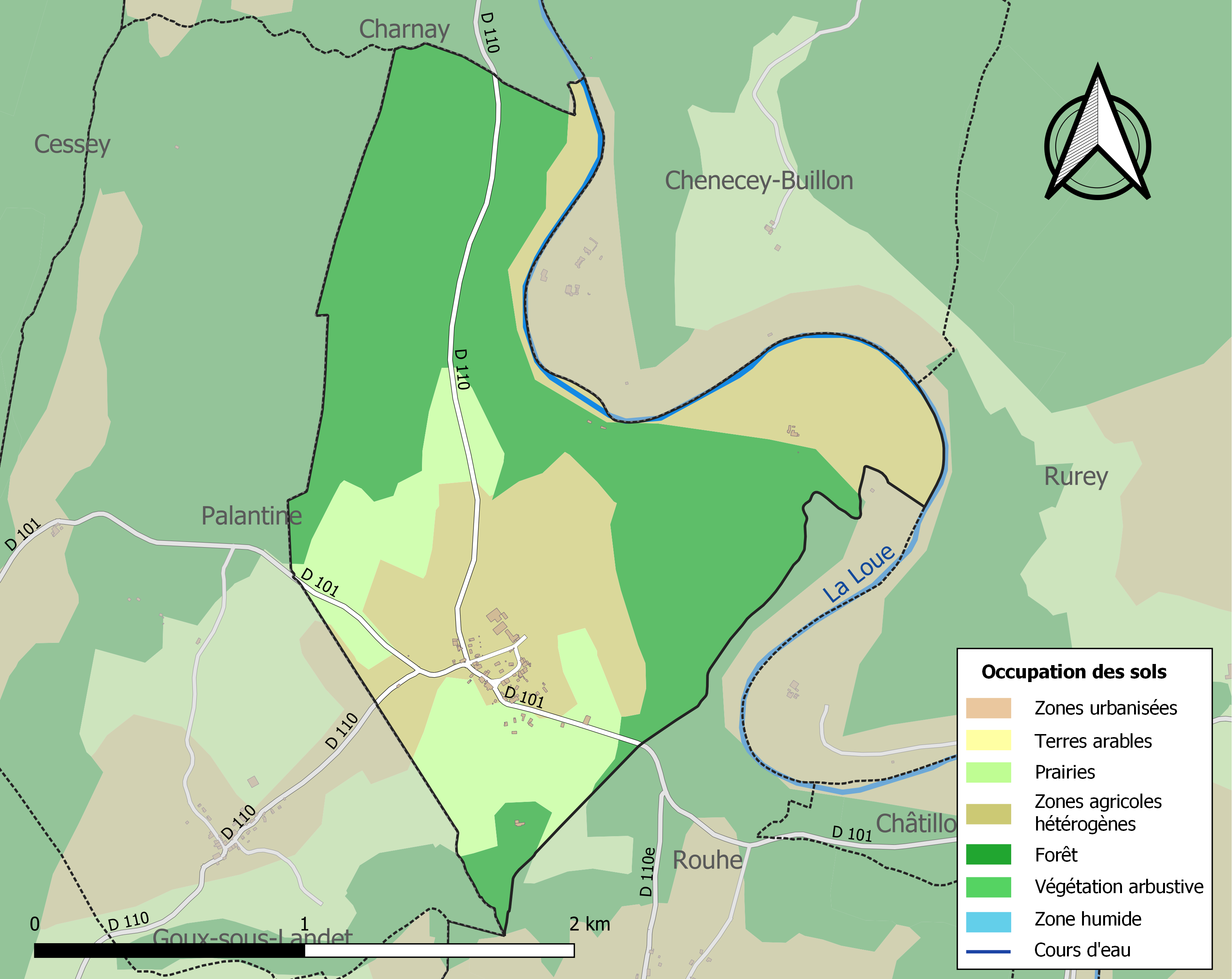
Carte des infrastructures et de l'occupation des sols de la commune en 2018 (CLC).

## Héraldique
| Blason de Courcelles | Blason  | Semis de billettes au lion couronné brochant.    |
| Blason de Courcelles | Détails | Le statut officiel du blason reste à déterminer. |

## Politique et administration
| Période                                  | Période                     | Identité                                          | Étiquette | Qualité  |
| ---------------------------------------- | --------------------------- | ------------------------------------------------- | --------- | -------- |
| avant 1988                               | ?                           | Paul Degez                                        |           |          |
| mars 2001                                | 2014                        | Georges Pierre                                    |           |          |
| mars 2014                                | En cours (au 1er juin 2020) | Jean-Marc Cargnino Réélu pour le mandat 2020-2026 | SE        | Retraité |
| Les données manquantes sont à compléter. |                             |                                                   |           |          |

## Démographie
L'évolution du nombre d'habitants est connue à travers les recensements de la population effectués dans la commune depuis 1793. Pour les communes de moins de 10 000 habitants, une enquête de recensement portant sur toute la population est réalisée tous les cinq ans, les populations de référence des années intermédiaires étant quant à elles estimées par interpolation ou extrapolation. Pour la commune, le premier recensement exhaustif entrant dans le cadre du nouveau dispositif a été réalisé en 2008.

En 2022, la commune comptait 105 habitants, en évolution de −2,78 % par rapport à 2016 (Doubs : +1,88 %, France hors Mayotte : +2,11 %).
| 1793 | 1800 | 1806 | 1821 | 1831 | 1836 | 1841 | 1846 | 1851 |
| ---- | ---- | ---- | ---- | ---- | ---- | ---- | ---- | ---- |
| 94   | 100  | 106  | 61   | 100  | 114  | 102  | 108  | 99   |

| 1856 | 1861 | 1866 | 1872 | 1876 | 1881 | 1886 | 1891 | 1896 |
| ---- | ---- | ---- | ---- | ---- | ---- | ---- | ---- | ---- |
| 102  | 114  | 105  | 106  | 85   | 100  | 94   | 74   | 72   |

| 1901 | 1906 | 1911 | 1921 | 1926 | 1931 | 1936 | 1946 | 1954 |
| ---- | ---- | ---- | ---- | ---- | ---- | ---- | ---- | ---- |
| 87   | 67   | 76   | 67   | 61   | 56   | 57   | 63   | 63   |

| 1962 | 1968 | 1975 | 1982 | 1990 | 1999 | 2006 | 2008 | 2013 |
| ---- | ---- | ---- | ---- | ---- | ---- | ---- | ---- | ---- |
| 55   | 51   | 58   | 65   | 63   | 63   | 72   | 75   | 99   |

| 2018 | 2022 | - | - | - | - | - | - | - |
| ---- | ---- | - | - | - | - | - | - | - |
| 103  | 105  | - | - | - | - | - | - | - |

## Lieux et monuments
- L'église de Mont-sur-Lison : elle est située sur une petite colline au-dessus du village. Cet édifice desservait les communes de Courcelles-les-Quingey, Goux-sous-Landet, Palantine et Rouhe. L'église, entourée du cimetière, a été modifiée à plusieurs reprises au cours des siècles. Le chœur est la partie la plus ancienne et date de la fin du XIIe siècle. Le clocher porche a été construit probablement au XIIIe ou au XIVe siècle. Quant à la nef, elle est de style classique et serait des années 1770. Le clocher a la particularité de posséder plusieurs motifs sculptés. Certains sont probablement la signature de compagnon, lors de l'édification de ce lieu. Quatre autres pierres, placées de chaque côté et au-dessus de la porte d'entrée, interpellent les visiteurs. Il se pourrait qu'elles soient le vestige d'une charpente adossée au clocher et formant ainsi un auvent de protection[22]. Les derniers travaux importants ont été réalisés durant les années 1960 et ont consisté en la destruction de l'ancienne cure-école, menaçant ruine. C'est à cette époque également qu'un chemin carrossable a été construit. Avant un sentier desservait chaque village. Certains se souviennent d'enterrement où le cercueil était monté à dos d'hommes depuis le village. L'église a été rénovée au milieu des années 1970. Elle n'est pas électrifiée.
- Le lavoir-abreuvoir semi-circulaire restauré et mis en eau.
- La vallée de la Loue avec le barrage des anciennes forges de Buillon au lieu-dit « La Fougère ».

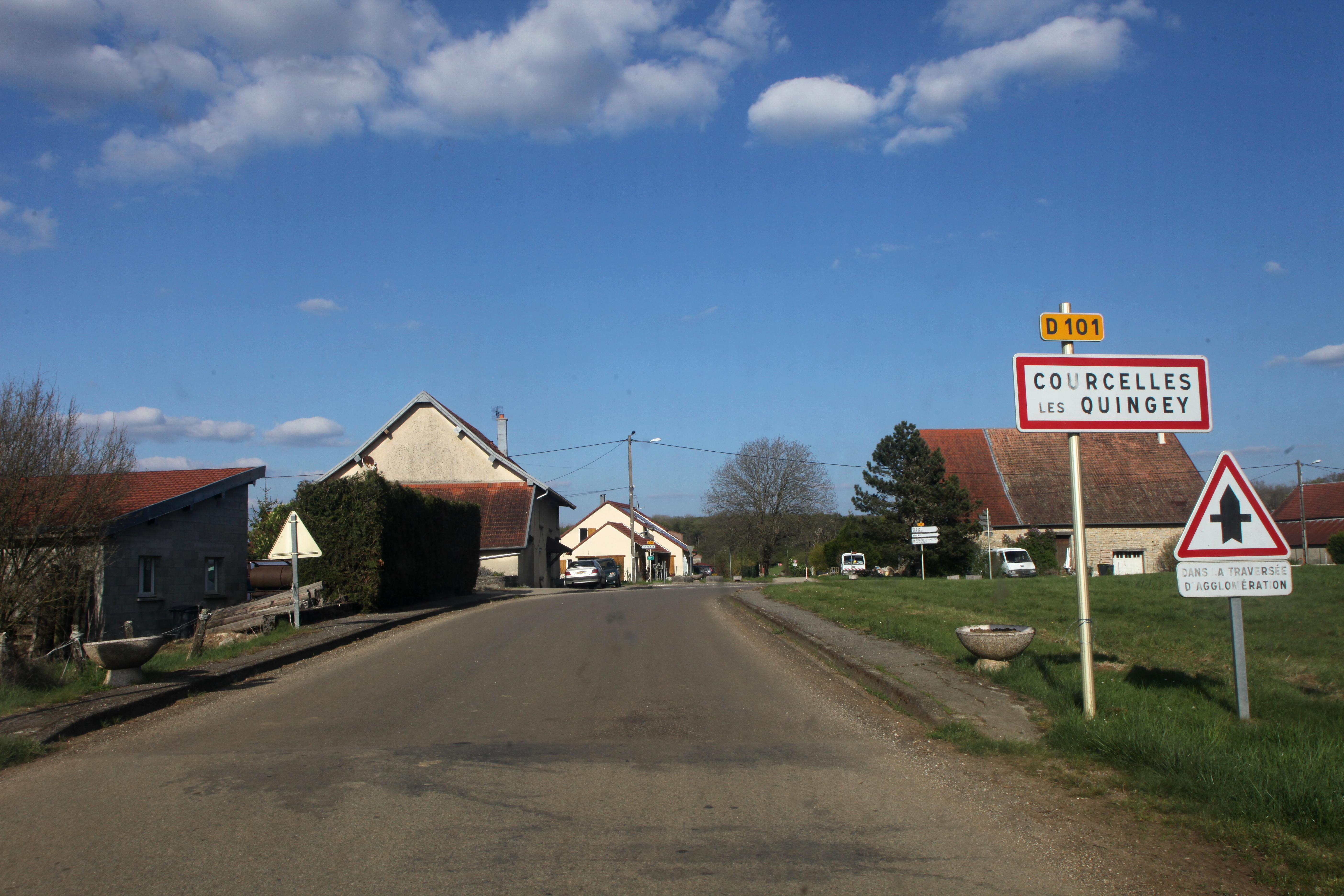
Entrée du village.
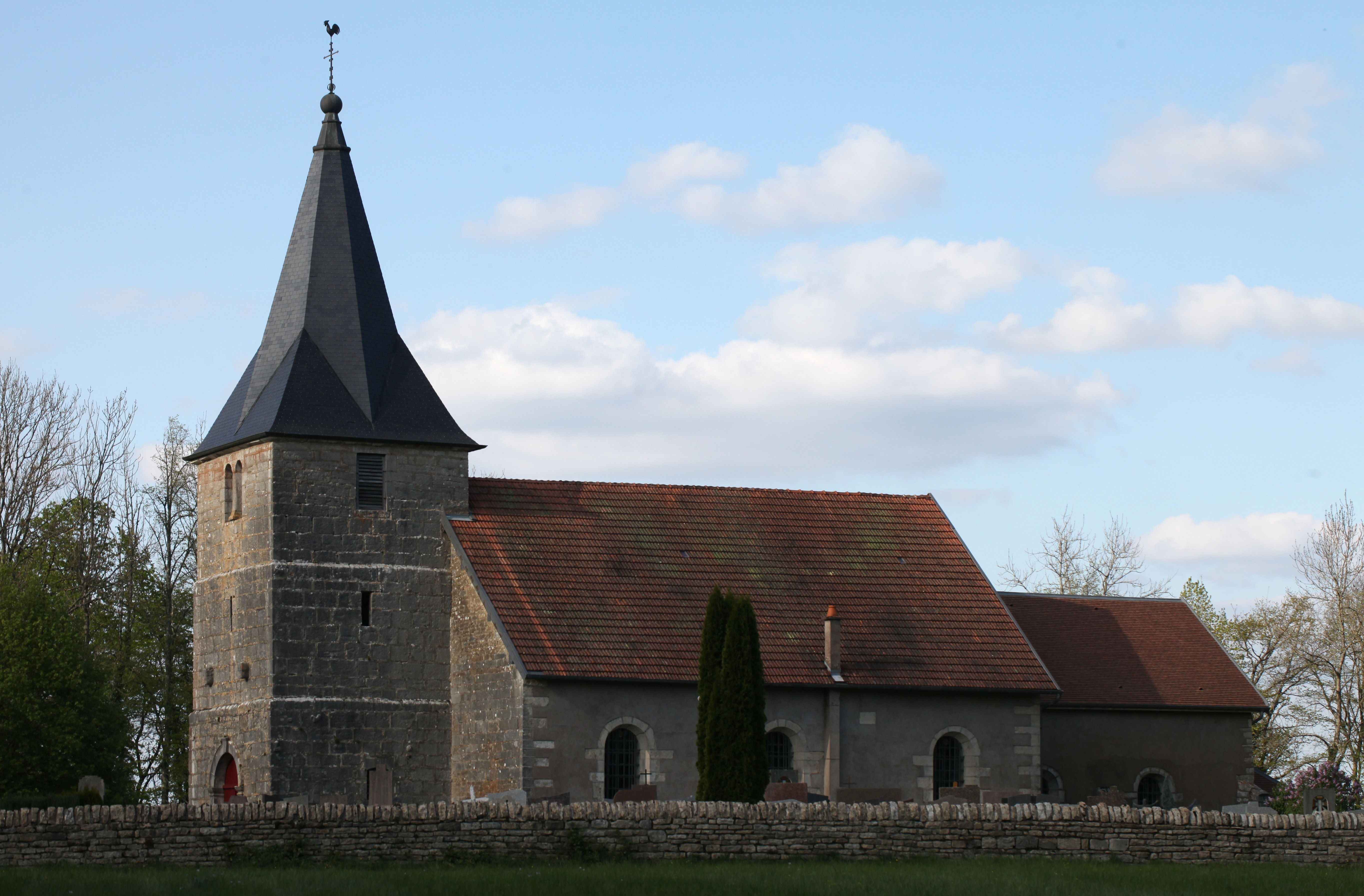
Église de Mont-sur-Lison.
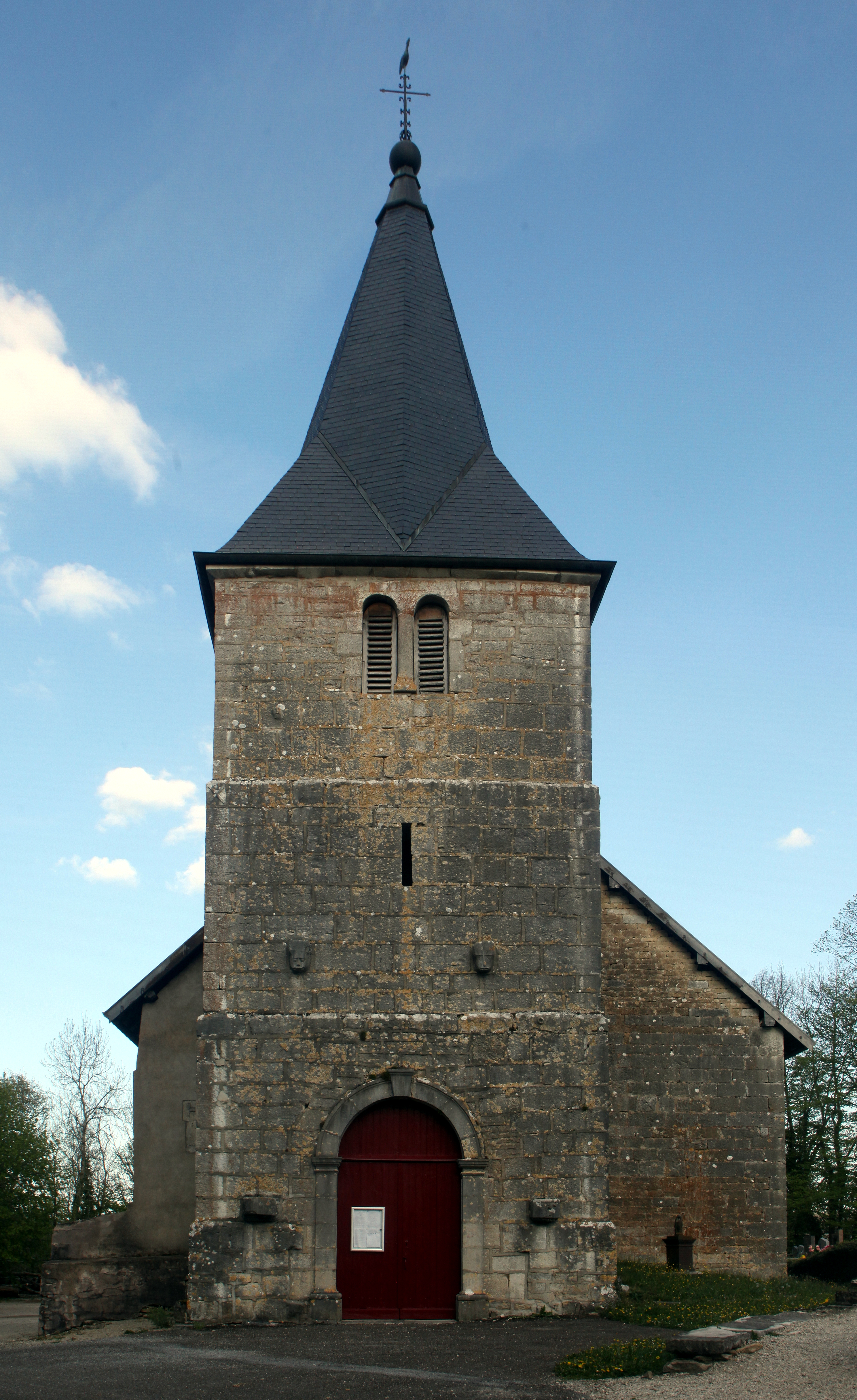
Église de Mont-sur-Lison.
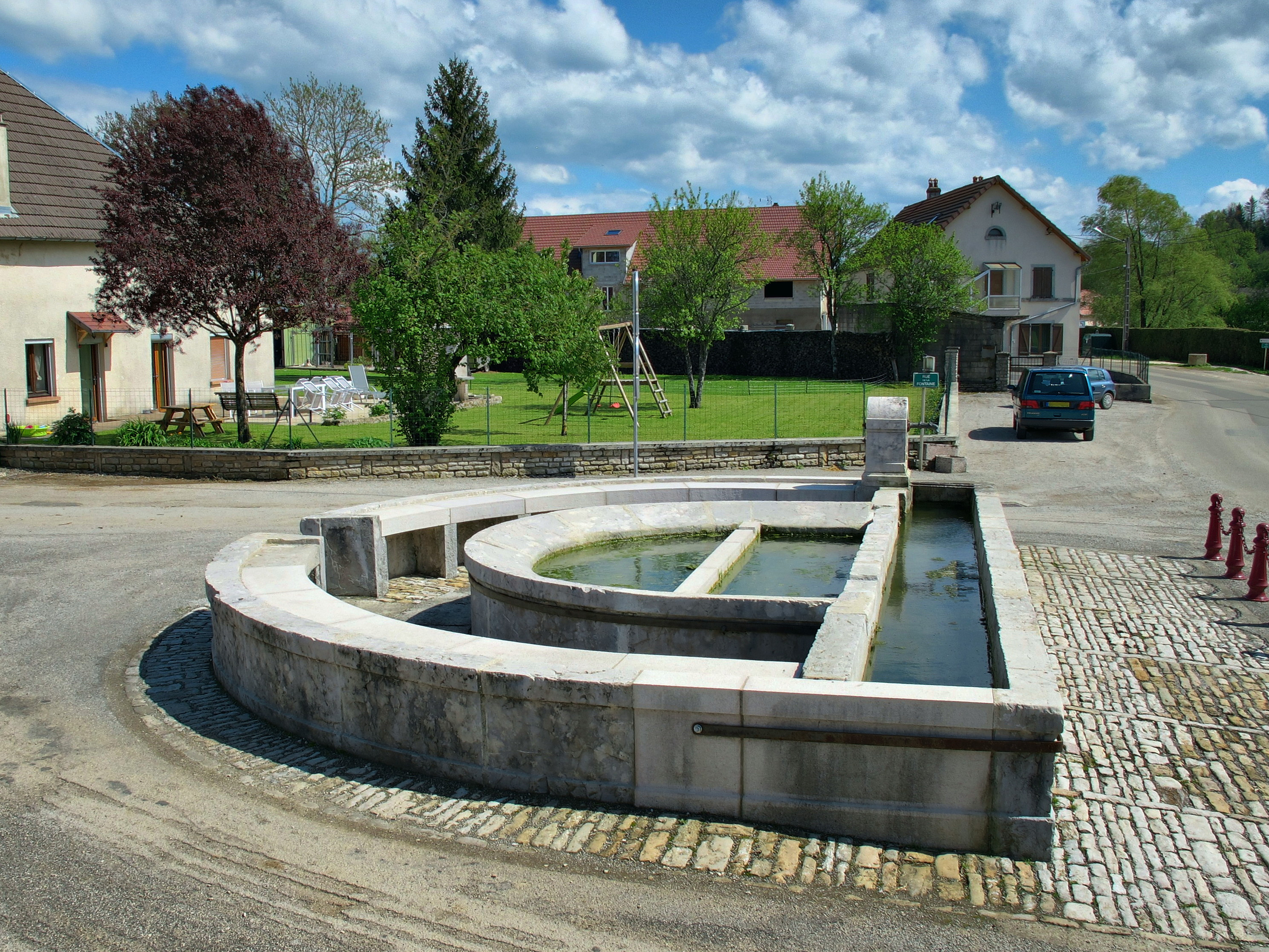
Le lavoir-abreuvoir semi-circulaire.
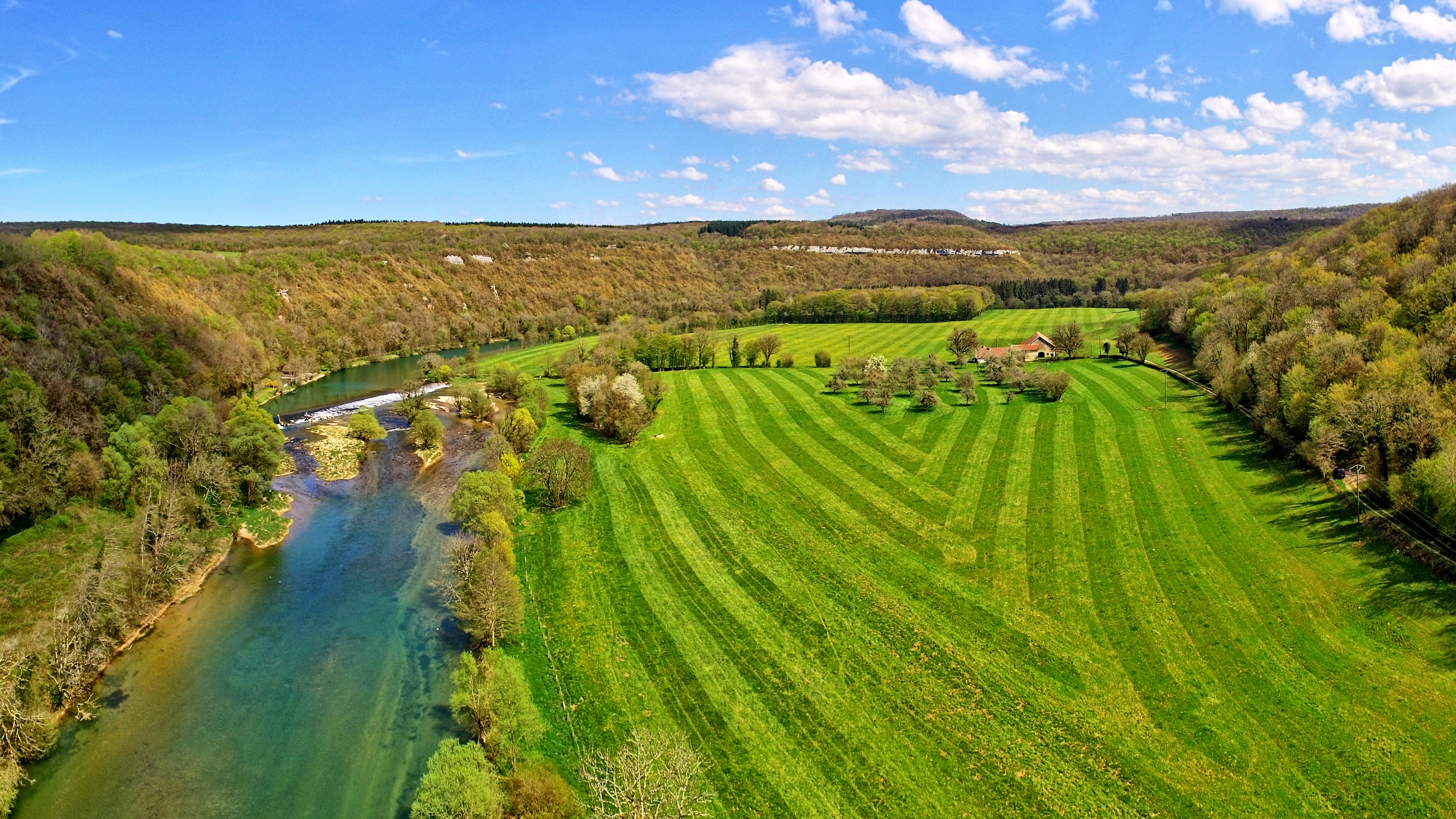
Le barrage des forges de Buillon et le hameau de la Fougère.